# ウェルズSF傑作集2
『ウェルズSF傑作集2』（ウェルズエスエフけっさくしゅうに、原題：The Empire Of The Ants And Other Stories）は、イギリスのSF作家H・G・ウェルズの中編および短編小説を集めた作品集である。ウェルズの初期SFというべき、1895年から1911年にかけて書かれた作品が収録されている。

## 収録されている作品
アリの帝国 (Empire of the Ants) 
「アリから人間を救え」という指令を受けた1隻の砲艦が、アマゾン川を遡っていた。そのアリは体長5センチメートルもあって、集団で襲ってくるらしい。ある日、1艘のカヌーが流されてくるのに出会った。カヌーでは2人が死んでいた。調査のため、砲艦の乗組員が乗り込んだが、そこには大きなアリがいて1人が刺されて死亡した。さらに川を遡ると、見捨てられた村があちこちにあった。そのどこにでもアリがいた。人々は考えた。やがてアリは、アマゾンの河口にたどり着き海を見つけるだろう。海の向こうにはヨーロッパがあるのだ。
森の中の宝 (The Treasure in the Forest)
宝の隠し場所の地図を手に入れた男がいた。彼は友人と2人でその場所を探し、そして発見した。そこには掘り出された宝箱と、そばには1つの死体があった。友人が箱を開けようとすると、何かに刺された。男も開けようとして刺された。箱には小さなトゲがついていて、毒が塗られているらしい。
めずらしい蘭の花が咲く (The Flowering of the Strange Orchid)
蘭愛好家の男が、熱帯地方の蘭を手に入れた。彼は温室の中で大切に育てた。蘭からはツタか触手のようなものが生えてきて、花からは甘い匂いがただよってきた。ある日、彼は温室の中で気を失ってしまった。なかなか帰ってこない彼を心配した者が、温室に駆け付けたところ…。
海からの襲撃者 (The Sea Raiders) 
イギリスのある海岸を散歩していた男が、海鳥の群れが何かを狙っているのを見た。そこに近づいてみると人間の死体があって、その周りにはなめし皮のように光る、豚くらいの大きさの生物が8匹ほどいた。それらはタコのような触手を持っていた。男はそれらに追いかけられたが、逃げ延びることができた。男がボートと人を雇い、海に漕ぎ出してみると、あのタコのような生物がボートに這い上がろうとしてきた。
盲人の国 (The Country of the Blind) 
登山中に足を滑らして滑落した男が、気がついたのは平原の中だった。そこには男と同じ人間がいたのだが、その人たちはこの平原に閉じ込められたままで、徐々に視力を失った盲人の群れだった。盲人たちは目が見えない代わりに、聴力に優れ気配を感じる能力もあった。だんだんと盲人の国に慣れてきた男には、好きな女性もできた。男を正式に仲間に迎えるために、盲人たちは男の眼を潰そうと言い出した。
故エルヴシャム氏の物語 (The Story of the late Mr. Elvesham)
高齢で著名な哲学者エルヴシャムが、青年イーデンに話しかけてきた。自分には子供もいないので、全財産を若くて健康で知的な若者に譲りたいという。哲学者の求めに応じて健康診断などを受けたイーデンは、その条件に適合したようだった。ある夜に、哲学者と夕食をともにしたイーデンは、薬を飲まされて気分がよくなった。別れ際にもう1種類の薬を渡されたイーデンは、指示どおり寝る前に飲んだ。次の早朝に、奇妙な気分で目覚めたイーデンは、見慣れない寝室にいることに驚いた。加えて両手には皺があり、足腰も不自由だった。鏡を見たイーデンは、顔がエルヴシャムになっているのに驚愕した。
ダチョウの売買 (A Deal in Ostriches) 
貿易船の上で、ある男がダイヤモンドを落とし、それをダチョウが飲み込んだと言い出した。ダチョウは５羽いて、どれが飲み込んだかは分からなかった。船の乗客も船員も、ダチョウを買いたいと申し出て、1羽ずつ競売が行われることになった。
赤むらさきのキノコ (The Purple Pileus)

剥製師の手柄話 (Triumphs of a Taxidermist) 
ある剥製師が酒を飲みながら話してくれた。絶滅したドードー鳥やオオウミガラスを剥製にしたこと、オオウミガラスの卵も作ったこと。さらにはモアや人魚の剥製も作ったことを。
「最後のらっぱ」の物語 (The Story of the last Trump)
天国で、1人の天使の子供が遊んでいた。子供は倉庫で、大きな真鍮のらっぱを見つけて外へ持ち出した。天国の境界の城壁のところで、うっかり下界に落としてしまった。ときは過ぎて、ロンドンのある古物商の店に、たくさんの楽器に交じって汚れた真鍮のらっぱが置いてあった。2人の若者が、それらの楽器をすべて鳴らせるかの賭けをした。次々に楽器が鳴らされ、やがてらっぱの順番になった。
世界最終戦争の夢 (A Dream of Armageddon) 

クモの谷 (The Valley of Spiders)
逃亡者を、馬に乗った3人の男が追っていた。追跡も4日目になり、彼らはある谷に踏み込んだ。すると野生動物たちが谷の上のほうから逃げてきた。乗っている馬も、何かにおびえている。遠くのほうに白いものが見え、だんだんと近づいてくる。それは白い糸に包まれたクモの群れだった。風に乗ってきたクモたちは、人間と馬を襲い始めた。

## 日本語訳書誌情報
- 『ウェルズSF傑作集2』 阿部知二訳 創元推理文庫SF 1970年12月 ISBN 4-488-60704-7